# Criteri d'eficiència de Kaldor-Hicks
El criteri d'eficiència (o compensació) de Kaldor-Hicks fou introduit el 1939 per dos economistes, Nicholas Kaldor i John Hicks. Tracta els problemes de confrontació en termes de benestar social.
Els dos economistes van proposar aquest criteri per superar les dificultats per afrontar els problemes de les polítiques de redistribució segons la lògica del criteri d'eficiència de Pareto.

## Descripció
Segons el criteri òptim de Pareto, un canvi en l'assignació de recursos és eficient si el benestar obtingut per alguns components supera les pèrdues de benestar que pateixen altres components. Perquè hi hagi eficiència, és imprescindible que aquells que pateixen una pèrdua de benestar siguin compensats per aquells a qui el canvi en l'assignació hagi funcionat favorablement. Un exemple és l'eliminació d'una situació monopoli, a favor de la lliure competència per part del responsable de la política: la comunitat té un augment del benestar, però el monopolista pateix una pèrdua; atès que l'augment del benestar col·lectiu és superior a la pèrdua del monopolista, aquest darrer es pot compensar.